# Václav Jirásek (fotograf)

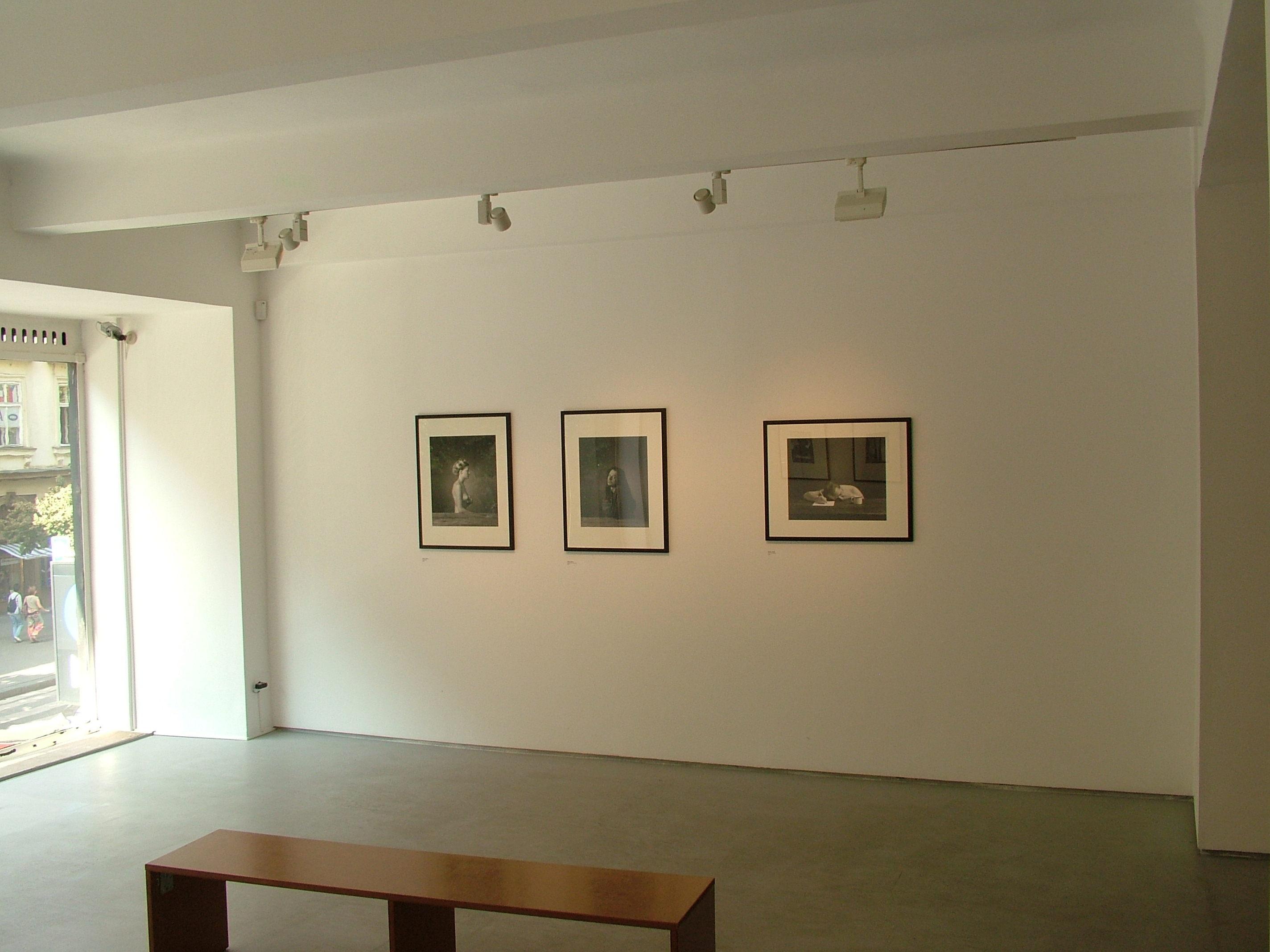
Fotografie Václava Jiráska na výstavě Obrazy z dějin fotografie české v Galerii Václava Špály, 2011

Václav Jirásek (* 3. listopadu 1965 Karviná) je český fotograf. Byl zakládajícím členem někdejší umělecké skupiny Bratrstvo (1989–1994). Vedle inscenované, portrétní a krajinářské fotografie se věnuje také fotografování architektury. Zpočátku se při studiích věnoval také grafice a malbě. Působil jako pedagog na Vysoké škole uměleckoprůmyslové v Praze (2018–2022).

## Život a dílo
Dětství prožil v Doubravicích nad Svitavou v rodině zemědělských inženýrů, spolu se svými bratry Ondřejem Jiráskem a Pavlem Jiráskem. V letech 1980–1984 vystudoval obor užitá grafika na Střední uměleckoprůmyslové škole (dnes Střední škola umění a designu) v Brně u Dalibora Chatrného a Ivana Chatrného. V letech 1984–1990 vystudoval malbu na Akademii výtvarných umění v Praze u Václava Pospíšila a Jiřího Načeradského, získal titul akademický malíř.
Fotografuje jako autodidakt od roku 1988. Od roku 1990 je fotografem ve svobodném povolání, žije v Praze. Je spoluzakladatelem fotografické skupiny Bratrstvo (1989–1994). Tu založili v roce 1989 v Brně výtvarníci Martin Findeis, Václav Jirásek, Petr Krejzek, Roman Muselík a Zdeněk Sokol. K fotografování přistupovali spíše z pohledu malíře nebo z pohledu amatéra. Na konci 80. let vytvářeli exaltované historizující motivy s odkazem k agitačním postavám socialistického realismu 50. let 20. století. Později od začátku 90, let přešli k figurativním historizujícím scénám romanticko–symbolického a dekadentního vyznění. Používali výhradně velkoformátové fotografické kamery na negativy formátu 13 x 18 cm až 8 x 10 palců, z nichž dělali kontaktní kopie na speciální fotopapír značky Foma Neovera.
Pracuje převážně s fotografií bez tematického vymezení. Společným jmenovatelem jeho prací je zájem o mystérium, masku, ironii, dekadenci a recyklaci umění. Některé jeho volné soubory integrují výrazné prvky a modely popkultury a komerce a oscilují mezi vypracovanou estetikou a novější „antiestetickou“ syrovostí.   

### Dílo
| „                | Během let 2004–2005 jsem se pokusil zachytit stav těžkého průmyslu, jednoho z charakteristických obrazů novodobé historie. Zajímalo mne, co zůstalo po velkých ekonomických změnách v 90. letech ze symbolu pokroku 19. a 20. století v době mediálního a informačního boomu. Soustředil jsem se na ještě funkční podniky z éry 50., 60. a 70. let minulého století na hraně před zánikem nebo rekonstrukcí. | “ |
| — Václav Jirásek | |   |

Ve svém cyklu Industria dokumentoval interiéry zanikajících továren, prostory převážně metalurgických provozů v celé jejich monumentalitě, rozkladu, zmaru a současné opuštěnosti (například ČKD Blansko, Třinecké železárny nebo Poldi Kladno). Projekt měl dvě části, v prvním dokumentoval architekturu, industriální prostředí a intimní zázemí pracujících lidí. Ve druhé části portrétoval polopostavy pracujících lidí před plochou nebo zdí.

## Výstavy

### Samostatné výstavy (výběr)
- 1994 Vaňkovka: Rozloučení s průmyslovým věkem, Moravská galerie, Brno
- 1996 Galerie Ambrosiana, Brno
- 1997 Vaňkovka, Tschechisches Zentrum, Berlin
- 1998 Galerie Alan, Wien
- 1998 Mesiac fotografie, České kulturní centrum, Bratislava
- 1999 Vaňkovka, Galerie Alan, Wien
- 2000 Automatic, České centrum fotografie, Praha
- 2000 Vaňkovka a Horizonty, Galeria Fotografii pf, Poznań
- 2001 Automatic, Fotofestival, Kolín
- 2002 Vaňkovka, České centrum fotografie, Praha
- 2006 Industria, Galerie Rudolfinum, Praha
- 2015 / 2016 Svět podle Ironyma Koola, Dům umění města Brna, Brno
- 2021 / 2022 Obrazy NdB (divadelní plakáty), Divadlo Reduta, Brno
- 2024 / 2025 Industria remastered, Galerie Františka Drtikola, Příbram
- 2025 Forbidden Pleasures, Galerie Václava Špály, Praha[5]
- 2025 Beings & Bombasts, Galerie umění, Karlovy Vary

### Výstavy se skupinou Bratrstvo
- 1989 Topas klub, Kounicovy koleje, Brno
- 1989 Výstavní síň divadla Semafor, Praha
- 1990 Klub v Pařížské ulici 4, Praha
- 1990 Galerie mladých, Brno
- 1991 Galerie Benedikta Rejta, Louny
- 1991 Pražský dům fotografie, Praha
- 1992 Galerie Ambrosiana, Brno
- 1992 Fotogalerie Wien, Vídeň (společně s Gábinou Fárovou a Ivanem Pinkavou)
- 1995 Kulturní centrum ČR, Berlín, Německo
- 1996 Moravská galerie, Brno

### Skupinové výstavy (výběr)
- 1994 V ostrém světle, Pražský dům fotografie, Praha
- 1995 Memento Mori (společný projekt V. Jirásek, R. Novák, I. Pinkava), Galerie Rudolfinum, Praha
- 1996 Vrais Reves Galerie, Lyon (společně s I. Pinkavou a V. Židlickým)
- 1997 Project Chimaera, Halle
- 1997 Centro de la Imagen, Mexico City
- 1998 Kontakty, Galeria Pusta, Katowice
- 1999 Taitemia-galleria, Kuopio
- 2000 Konec světa?, Národní galerie v Praze
- 2000 Melancholie, Moravská galerie, Brno
- 2000 Společnost před objektivem, Obecní dům, Praha (repríza: Moravská galerie, Brno)
- 2000 Akt v české fotografii, Císařská konírna Pražského hradu, Praha
- 2001 Vintage and Contemporary Czech Photography, SK Josefsberg Studio, Portland, Oregon; Contemporary Photography in the Czech Republic, Benham Studio Gallery, Seattle, Washington.
- 2001 Akt v české fotografii, Muzeum umění, Olomouc
- 2001 Galeria Sztuki Współczesnej, Wrocław
- 2002 Divočina, Galerie Klatovy/Klenová – Galerie U Bílého jednorožce, Klatovy
- 2002 Laboratoř současných tendencí, Národní galerie v Praze
- 2003 Pocta statečným, Galerie Langhans, Praha
- 2003 Vaňkovka magická, Galerie Jižní křídlo Křížové chodby, Nová radnice, Brno
- 2003 Ejhle světlo, Moravská galerie, Brno
- 2005 Česká fotografie 20. století, Galerie hlavního města Prahy – Městská knihovna, Praha
- 2011 Mutující Médium, Praha Rudolfinum
- 2011 Obrazy z dějin fotografie české (fotografie ze sbírky PPF), Galerie Václava Špály[6]
- 2022 Hluboká voda, nejhlubší les, Horácké muzeum, Nové Město na Moravě
- 2023 Alle Macht der Imagination, Kunsthalle Lipsiusbau, Dresden
- 2023 Strach, smích a smrt, Klub a galerie Gumárna, Čáslav
- 2024 Ve stínu stromů, Severočeská galerie výtvarného umění, Litoměřice

## Zastoupení ve sbírkách
- Uměleckoprůmyslové museum, Praha
- Moravská galerie, Brno
- Muzeum umění, Olomouc
- Sbírka fotografií skupiny PPF, Praha
- Sbírka fotografií PHP (Pražský dům fotografie)
- Muzeum umění a designu Benešov
- Centre Georges Pompidou, Paříž, Francie
- The Art Institute of Chicago, USA
- Museum Ludwig, Köln, Německo
- Galerie der Stadt Esslingen am Neckar, Německo